# Фрутвейл (Колорадо)
Фрутвейл (англ. Fruitvale) — переписна місцевість (CDP) в США, в окрузі Меса штату Колорадо. Населення — 8271 особа (2020).

## Географія
Фрутвейл розташований за координатами 39°5′36″ пн. ш. 108°28′44″ зх. д. / 39.09333° пн. ш. 108.47889° зх. д. (39.093321, -108.478979).  За даними Бюро перепису населення США в 2010 році переписна місцевість мала площу 7,53 км², уся площа — суходіл.

### Клімат
| Клімат : Фрутвейл     | Клімат : Фрутвейл | Клімат : Фрутвейл | Клімат : Фрутвейл | Клімат : Фрутвейл | Клімат : Фрутвейл | Клімат : Фрутвейл | Клімат : Фрутвейл | Клімат : Фрутвейл | Клімат : Фрутвейл | Клімат : Фрутвейл | Клімат : Фрутвейл | Клімат : Фрутвейл | Клімат : Фрутвейл |
| Показник              | Січ.              | Лют.              | Бер.              | Квіт.             | Трав.             | Черв.             | Лип.              | Серп.             | Вер.              | Жовт.             | Лист.             | Груд.             | Рік               |
| Середній максимум, °C | 3,3               | 7,8               | 13,3              | 18,3              | 23,9              | 30,0              | 33,3              | 32,2              | 27,2              | 20,0              | 10,6              | 5,0               | 18,8              |
| Середній мінімум, °C  | −8,3              | −4,4              | 0,6               | 3,9               | 8,9               | 13,9              | 17,2              | 16,1              | 11,1              | 5,0               | −1,7              | −7,2              | 4,6               |
| --------------------- | ----------------- | ----------------- | ----------------- | ----------------- | ----------------- | ----------------- | ----------------- | ----------------- | ----------------- | ----------------- | ----------------- | ----------------- | ----------------- |
| Джерело: Intellicast  |                   |                   |                   |                   |                   |                   |                   |                   |                   |                   |                   |                   |                   |

## Демографія
Згідно з переписом 2010 року, у переписній місцевості мешкало 7675 осіб у 2994 домогосподарствах у складі 2202 родин. Густота населення становила 1020 осіб/км².  Було 3149 помешкань (418/км²).
Расовий склад населення:
| - 91,4 % — білих - 1,2 % — корінних американців - 0,6 % — азіатів - 0,4 % — чорних або афроамериканців - 3,8 % — осіб інших рас |

До двох чи більше рас належало 2,6 %. Частка іспаномовних становила 10,3 % від усіх жителів.
За віковим діапазоном населення розподілялося таким чином: 23,9 % — особи молодші 18 років, 58,3 % — особи у віці 18—64 років, 17,8 % — особи у віці 65 років та старші. Медіана віку мешканця становила 41,5 року. На 100 осіб жіночої статі у переписній місцевості припадало 97,1 чоловіків;  на 100 жінок у віці від 18 років та старших — 95,0 чоловіків також старших 18 років.
Середній дохід на одне домашнє господарство  становив 66 055 доларів США (медіана — 52 635), а середній дохід на одну сім'ю — 76 521 долар (медіана — 64 063). Медіана доходів становила 50 799 доларів для чоловіків та 35 528 доларів для жінок. За межею бідності перебувало 12,2 % осіб, у тому числі 20,9 % дітей у віці до 18 років та 6,4 % осіб у віці 65 років та старших.
Цивільне працевлаштоване населення становило 3352 особи. Основні галузі зайнятості: освіта, охорона здоров'я та соціальна допомога — 28,0 %, мистецтво, розваги та відпочинок — 11,3 %, роздрібна торгівля — 11,0 %, сільське господарство, лісництво, риболовля — 11,0 %.